# L'Île de Pascali
Pour plus de détails, voir Fiche technique et Distribution.
L'Île de Pascali (Pascali's Island) est un film britannique réalisé par James Dearden sorti en 1988.

## Synopsis
En 1913, sur une petite île grecque occupée par les Turcs, Basil Pascali est un fonctionnaire zélé envoyant régulièrement aux autorités des rapports sans intérêt sur les activités de l'île. Arrive un jour l'anglais Anthony Bowles qui se prétend archéologue. Pascali se charge de lui obtenir toutes les autorisations nécessaires et lui présente la femme dont il est amoureux, l'autrichienne Lydia Neuman.

## Fiche technique
- Titre : L'Île de Pascali
- Titre original : Pascali's Island
- Réalisation et scénario : James Dearden, d'après un roman de Barry Unsworth
- Musique : Loek Dikker
- Directeur de la photographie : Roger Deakins
- Direction artistique : Philip Elton et Petros Kapouralis
- Décors de plateau : Jennifer Williams
- Costumes : Marina Maniatis
- Lieux de tournage : Îles de Rhodes et Symi, Grèce (en 1988)
- Producteurs : Tania Blunden (crédité Tania Windsor Blunden), Paul Raphael et Mirella Sklavounou, pour Channel 4 Films
- Genre : Chronique de mœurs
- Format : Couleur
- Durée : 104 minutes
- Date de sortie :  France : 9 novembre 1988 (première présentation en mai de la même année, au Festival de Cannes 1988)

## Distribution
- Ben Kingsley : Basil Pascali
- Charles Dance : Anthony Bowles
- Kevork Malikyan : Mardosian
- George Murcell : M. Gesing
- Helen Mirren : Lydia Neuman
- Nadim Sawalha : Le Pasha
- Stefan Gryff : Izzet Effendi
- Vernon Dobtcheff : Pariente
- Sheila Allen : Mme Marchant
- T.P. McKenna : Le docteur Hogan
- Danielle Allen : Mme Hogan
- Nick Burnell : Chaudan
- Giorgos Oikonomou : Le rebelle grec
- Alistair Campbell : Le capitaine
- Ali Abatsis : Un enfant au bain
- Brook Williams : Un officier turc
- Joshua Losey (crédité Josh Losey) : Un soldat turc